# Duroia macrophylla
Duroia macrophylla är en måreväxtart som beskrevs av Huber. Duroia macrophylla ingår i släktet Duroia och familjen måreväxter. Inga underarter finns listade i Catalogue of Life.